# ФК Земљорадник Трњане
Фк Земљорадник Трњане је фудбалски клуб из Трњана, Србија. Основан је 8. септембра 1932. године. Настао је спајањем три клуба: Јеленко, Меденко и Земљорадник. 
Тренутно се такмичи у Градској фудбалској лиги Пожаревац, група Млава.

## Историја
Фудбалски клуб Земљорадник из Трњана највеће спортске успехе бележи у периоду од 1974. до 1985. године. У том периоду такмичи се у бившем подсавезу који је касније трансформисан у зонско такмичење.

Највећи међународни успех остварен је 1981. године на међународном турниру у Бечу.
- Фудбалери Фк Земљорадника на турниру у Бечу 1981. године.

### Истакнути фудбалери кроз историју фудбалског клуба Земљорадник
- Бранислав Ивановић Бућурла
- Новица Миловановић Ноне
- Јовица Драгутиновић
- Мирко Благојевић
- Драгослав Милошевић

## Јубилеј
Дана 28. октобра 2017. године одржана је прослава поводом 85. година постојања фудбалског клуба Земљорадник из Трњана. Прослави су присуствовали бивши, садашњи фудбалери и многобројни пријатељи клуба.

Тим поводом додељене су захвалнице и признања најмлађим, најстаријим као и најистакнутијим играчима клуба.
- Свечана додела признања
- Тренер и секретар клуба
- Први тим за сезону 2017/18

## Управа клуба
- Председник: Драгослав Милошевић
- Секретар: Мирко Миловановић
- Тренер: Слободан Урошевић

### Чланови управе
- Немања Митровић
- Златан Пауновић
- Слађан Станојевић